# سلالة برميسل
سلالة برميسل (بالتشيكية: Přemyslovci)‏، (بالألمانية: Premysliden)‏، (بالبولندية: Przemyślidzi)‏ كانت سلالة ملكية تشيكية حكمت دوقية بوهيميا ومملكة بوهيميا اللاحقة ومارغرافيا في مورافيا (القرن التاسع - 1306)، وكذلك أجزاء من بولندا (بما في ذلك سيليزيا ) والمجر والنمسا.

## أصل سلالة برميسل
تعود اصول السلاسة الى القرن التاسع ميلادي عندما كانوا يحكمون ارض جوار براغ يقطنها قبيلة سلافية غربية، و مع الوقت توسعت السلالة واحتلوا معظم اراضي بوهيميا التي تقع بعيدا عن خطر توسع امبراطورية الفرنك.
بوريفوي الاول هو اول دوق بريمسلي تم توثيقه تاريخيا

## الحكام الأسطوريين
وفقا ل قزمان في كتابه المزمن Boemorum (1119)، اسم السلاله يأتي من المؤسس الأسطوري لها، بريميسل ، زوج الدوقة ليبوشا .
- برميسل و ليبوشا
- نيزاميسل
- مناتا
- فويين
- فنيسلاف
- كريسوميسل
- نيكلان
- هوستيفيت

## دوقات بوهيميا
كما ذكرنا سابقا فان اول دوق بريمسلي تم تويثقه تاريخيا هو بوريفوي الاول الذي تم تعميده في عام 874 على يد القديس ميثوديوس. في 895، حصلت بوهيميا على الاستقلال من مورافيا العظمى. و ما بين عامي 1003 و1004، كانت بوهيميا تحت سيطرة بوليسلاف الأول شروبري، دوق بولندا من سلالة بياست، حفيد بوليسلوس الأول ذا كروز.
- بوريفوي الاول (حوالي 870-889)
- سبيتهانوف الأول (895- 915)
- فراتيسلاوس الاول (915–921)
- سانت وينسلوس (وينسلوس الأول ، دوق بوهيميا ) (921-935)
- بولسلوس الأول القاسي (935–972)
- بولسلوس الثاني المتدين (972–999)
- بولسلوس الثالث ذي الشعر الأحمر (999–1002)
- فلاديفوج ( 1002–1003 )
- بولسلوس الرابع (1003–1004)
- جارومير (1004-1012)
- أولريش (1012-1033)
- جارومير (1033-1034)
- أولريش (1034)
- بريسلوس الأول (1035-1055)
- سبيتهنوف الثاني (1055-1061)
- فراتيسلاوس الثاني(1061–1092) ، اصبح الملك (1085-1092)
- كونراد الأول من برنو (1092)
- بريتيسلاوس الثاني (1092-1100)
- بوريفوي الثاني ( 1101–1107 )
- سفاتوبلوك (1107–1109)
- فلاديلاوس الأول (1109-1117)
- بوريفوي الثاني(1117-1120)
- فلاديلاوس الأول (1120-1125)
- سوبسلوس الأول (1125-1140)
- فلاديلاوس الثاني (1140-1172) ، ملك (1158-1172)
- فريدريك (1172-1173)
- سوبسلوس الثاني (1173-1178)
- فريدريك (1178-1189)
- كونراد الثاني أوتو (1189-1191)
- وينسلوس الثاني (1191-1192)
- أوتوكار الأول (1192-1193)
- هنري بريسلوس (1193-1197)
- فلاديسلاوس هنري (1197)
- أوتوكار الأول (1197-1198)